# 정진호 (작가)
정진호는 대한민국 대구광역시에서 태어났고 한양대학교에서 건축을 공부했으며 현재는 작가 및 일러스트레이터로 활동하고 있다. 그림책 <위를 봐요!>는 2015년 이탈리아 볼로냐 라가치상(Bologna Ragazzi Award) 오페라 프리마(Opera prima)부문에서 언급되었고, 2017년 IBBY에서 장애 아동을 위한 좋은 책(Selection of Outsanding Books for Yong People With Disabilities)으로 선정되었다. <벽>은 2018년 볼로냐 라가치상 예술ㆍ건축ㆍ디자인(Art - Architecture & design)부문에서 ‘특별 언급’ 작품으로 선정되었다. 대표작으로 <위를 봐요!>, <벽>, <별과 나>, <3초 다이빙>, <여우 요괴>가 있다.

### 생애
정진호는 1987년 대한민국 대구광역시에서 태어났다. 그는 두 살 때 사고를 당한 뒤 종일 병원에서 보냈던 어린 시절부터 그림책을 벗 삼아 성장했다. 어릴 때 누나를 따라간 만화방에서 순정 만화를 독파하는 바람에 작가로서의 감성적인 면을 갖게 되었다. 한양대학교에서 건축을 전공했지만 졸업 작품으로 건축물 모형 대신 그림책 더미를 전시했으며 그림책 작가로서의 첫 발을 뗐다. 지금은 그림책 속에 이야기 집을 짓는 그림책 작가, 일러스트레이터로 활동하고 있다. 그는 현재 아내와 고양이 두 마리와 함께 성남시에 거주하며 그림책과 독립 출간물을 만들며 살고 있다.

### 커리어
정진호가 처음에 만든 그림책 세권 『위를 봐요!』, 『벽』, 『별과 나』로 ‘건축3부작’을 완성했다. 그는 첫 그림책 『위를 봐요!』로 2015년 볼로냐 라가치상 오페라 프리마 부문에서 언급되었고, 2017년 IBBY에서 '장애 아동을 위한 좋은 책'으로 선정되었다. 이어서 2018년에 『벽』으로 볼로냐 라가치상 예술ㆍ건축ㆍ디자인 부문에서 '특별 언급' 받았다.

### 스타일
정진호의 작품 세계 전체를 관통하는 말은 '시선'이다. 그의 초창기 그림책 세 권(『위를 봐요!』, 『별과 나』, 『벽』)은 건축에서 사용되는 평면, 단면, 투시도의 세 가지 시선을 담아 삼부작으로 만들어졌다. 그림책 『별과 나』에서 드러나듯 사람들이 지나치기 쉬운 작은 것들을 돌아보기도 한다. 『3초 다이빙』은 자신의 약점을 고백하는 아이의 내면을, 『심장 소리』에서는 한 발짝씩 꾸준히 앞을 향해 나아가는 긍정적 시선을 담았다.

### 주요경력
- 2022 한국관 작가 강연, 보고타국제도서전[5]
- 2021 한글학교 작가와의 만남, 미국시카고 한국교육원
- 2020 한국관 <미래-ing> 작가 인터뷰, 모스크바국제도서전
- 2019 그림책 작가 3인의 만남, 서울국제도서전

### 활동
- 2022 내맘쏙 : 모두의 그림책 전, 예술의전당 한가람미술관
- 2021 보따리바캉스 전, 판교 현대어린이책미술관
- 2020 우리는 놀고 싶다 전, 원주 문아리공간 5.3
- 2019 동화나라 식물나라 전, 엄미술관
- 2018 그림책 <벽> 개인전, 제주도 제라진 갤러리
- 2016 이야기가 있는 그림, 일러스트레이션 전, 뮤지엄 산
- 2016 아시아 이야기 축제 전, 국립아시아문화원

### 수상
- 2020 뮌헨 국제어린이도서관 화이트 레이븐(The White Ravens) 선정, <오리 돌멩이 오리>[6]
- 2017 IBBY Selection of Outstanding Books for Young People With Disabilities, <위를 봐요!>[2]
- 2018 Bologna Ragazzi Award for Art, Architecture & Design – Special Mention, <벽>[3]
- 2016 대만 호서대가독(好書大家讀) 선정, <위를 봐요!>[7]
- 2015 뮌헨 국제어린이도서관 화이트 레이븐(The White Ravens) 선정, <위를 봐요!>[8]
- 2015 Bologna Ragazzi Award for Opera Prima - Mention, <위를 봐요!>[1]

### 작품

#### 정진호 글/그림
- 2023 여우 요괴 (반달) ISBN 979-1192759753
- 2022 나의 달을 지켜줘 (길벗어린이) ISBN13 978-8955826746
- 2022 해 한 조작 (올리) ISBN 979-1190931687
- 2022 심장 소리 (위즈덤하우스) ISBN 978-8962478228
- 2022 꿈의 근육 (길벗어린이) ISBN 978-8955826517
- 2018 나랑 놀자! (현암주니어) ISBN 978-8932374819
- 2018 3초 다이빙 (위즈덤하우스) ISBN 978-8962479003
- 2017 별과 나 (비룡소) ISBN 978-8949101897
- 2016 벽 (비룡소) ISBN 978-8949101842
- 2014 위를 봐요! (현암주니어) ISBN 978-8932373706
  - 2020 往上看! Chinese Edition (Guangxi Normal University Press) ISBN 978-7559831095
  - 2018 KIJK NAAR BOVEN! Nederlands Edition (Clavis) ISBN 978-9044833720
  - 2016 Look Up! English Edition (Holiday House) ISBN 978-0823436521
  - 2015 Regarde en haut! French Edition (RUE DU MONDE) ISBN 978-2355043871

#### 협업작품
- 2023 다시는 낚시 안 해 (북멘토) ISBN 978-8963190525
- 2022 상상은 어떻게 하나요? 아인슈타인 (창비) ISBN 978-8936455743
- 2021 작은 연못 (창비) ISBN 978-8936455644
- 2020 오리 돌멩이 오리 (문학동네) ISBN 978-8954670715
- 2019 아빠와 나 (길벗어린이) ISBN 978-8955825367
- 2019 루루 사냥꾼 (시공주니어) ISBN 978-8952788993
- 2017 그랬구나 (키즈엠) ISBN 978-8967498511
- 2017 나르와 눈사람 (비룡소) ISBN 978-8949106021
- 2017 투명 나무 (주니어RHK) ISBN 978-8925560878
- 2015 노란 장화 (반달) ISBN 978-8956186726